# The Chemical Wedding
The Chemical Wedding es un disco de heavy metal lanzado en 1998 por Bruce Dickinson, en colaboración con el guitarrista y productor Roy Z. En el disco se puede apreciar la directa influencia de la literatura del poeta William Blake. Al igual que en el álbum anterior, Adrian Smith, quien junto con Dickinson se había alejado de la banda Iron Maiden, formó parte de la banda.

## Lista de canciones
1. "King in Crimson" (Dickinson/Roy Z)
2. "Chemical Wedding" (Dickinson/Roy Z)
3. "The Tower" (Dickinson/Roy Z)
4. "Killing Floor" (Dickinson/Smith)
5. "Book of Thel" (Dickinson/Roy Z/Casillas)
6. "Gates of Urizen" (Dickinson/Roy Z)
7. "Jerusalem" (Dickinson/Roy Z)
8. "Trumpets of Jericho" (Dickinson/Roy Z)
9. "Machine Men" (Dickinson/Smith)
10. "The Alchemist" (Dickinson/Roy Z)

## Personal
- Bruce Dickinson - voz
- Adrian Smith - guitarra
- Roy Z - guitarra
- Eddie Casillas - bajo
- David Ingraham - batería